# Koto Baru (Kayu Aro)
Koto Baru is een bestuurslaag in het regentschap Kerinci van de provincie Jambi, Indonesië. Koto Baru telt 273 inwoners (volkstelling 2010).